# HypoVereinsbank
HypoVereinsbank ((HVB) of Bayerische Hypo- und Vereinsbank (BHV)) is een grote bank in Zuid-Duitsland met het hoofdkantoor in München en is onderdeel van moederbedrijf UniCredit.
De HVB ontstond in 1998 door fusie van twee Beierse banken: Bayerische Vereinsbank en Bayerische Hypotheken-und Wechsel-Bank. Met een balanstotaal van zo'n 780 miljard mark is het de vijfde bank van Europa.
Vlak voor de fusie kocht de Bayerische Vereinsbank in 1998 de Nederlandse Friesch-Groningse Hypotheekbank (FGH) voor 700 miljoen gulden van AEGON. Met de overname kreeg de bank een positie op de Nederlandse vastgoedmarkt en alle 190 medewerkers gingen over. In 2003 verkocht HypoVereinsbank de FGH voor € 415 miljoen aan Rabobank, die de hypotheekactiviteiten integreerde met dochter De Lage Landen.
In 2006 nam UniCredit HVB over. Dit was de grootste internationale bankenfusie tot dat moment in Europa. Unicredit betaalde 19 miljard euro voor de bank met veel activiteiten in Oost-Europa. Deze activiteiten waren winstgevend, maar de zwakke positie van HVB in de thuismarkt Duitsland resulteerde in bescheiden winsten.
Sinds 2016 vallen de voormalige dochterondernemingen UniCredit Bank Serbia (voorheen HVB Banka Srbija), UniCredit Bank Slovenia (voorheen Bank Austria Creditanstalt d.d. Ljubljana) en UniCredit Bank Czech Republic and Slovakia (voorheen HVB Bank Czech Republic) rechtstreeks onder UniCredit.